# Jan II van Joigny
Jan II van Joigny (circa 1280 - 24 september 1324) was van 1283 tot aan zijn dood graaf van Joigny. Hij behoorde tot het huis Joigny.

## Levensloop
Jan II was de oudste zoon van graaf Jan I van Joigny uit diens huwelijk met Maria, dochter van heer Beraud VIII van Mercœur. Na de dood van zijn vader werd hij in het jaar 1283 graaf van Joigny. In 1300 schonk hij zijn onderdanen een aantal vrijheden, door het charter van koning Filips IV van Frankrijk en zijn echtgenote Johanna I van Navarra te bevestigen.
In april 1314 huwelijkte Jan zijn dochter Johanna, tevens zijn erfgename, uit aan Karel II van Alençon, zoon van graaf Karel van Valois en broer van de latere koning Filips VI van Frankrijk.
In 1316, na de dood van koning Lodewijk X van Frankrijk, werd Jan II een bondgenoot van hertog Odo II van Bourgondië en graaf Lodewijk I van Nevers, die het recht van de nieuwe koning Filips V op de Franse troon betwistten en de aanspraken van Johanna II van Navarra ondersteunden. Uiteindelijk schaarden de hertog van Bourgondië en de graaf van Joigny zich achter Filips V, maar de graaf van Nevers niet.
In 1319 stond Jan II zijn kasteel in Château-Renard af aan koning Filips V van Frankrijk. In ruil hiervoor kreeg hij het kasteel van Malai-le-Roi toegewezen, dat zich nabij Sens bevond. Het jaar nadien, in 1320, streed hij met graaf Jan I van Auvergne om de erfenis van heer Beraud X van Mercoeur, aan wie ze beiden verwant waren. Uiteindelijk gingen diens gebieden naar Jan I van Auvergne.
Jan II van Joigny overleed in september 1324.

## Huwelijken en nakomelingen
Rond 1297 huwde hij met Agnes (overleden in 1305), dochter van graaf Hugo van Brienne. Ze kregen minstens twee kinderen:
- Jan (overleden in 1307), jong gestorven
- Johanna (1300-1336), gravin van Joigny, huwde in 1314 met graaf Karel II van Alençon.

Na de dood van Agnes hertrouwde Jan met zijn nicht Alixende van Mercœur, dochter van heer Beraud IX van Mercœur. Dit huwelijk bleef kinderloos.